# 2701 Херсон
2701 Херсо́н (2701 Cherson) — астероїд головного поясу, відкритий 1 вересня 1978 року.
Тіссеранів параметр щодо Юпітера — 3,177.